# Посвящение Йозефу Гайдну
«Посвящение Йозефу Гайдну» (фр. Hommage à Joseph Haydn) ― музыкальное произведение коллективного авторства, опубликованное журналом «Revue musicale S. I. M.» в январе 1910 года и приуроченное к столетию со дня смерти Йозефа Гайдна. В создании сборника приняли участие шесть французских композиторов: Клод Дебюсси, Поль Дюка, Рейнальдо Ан, Венсан д'Энди, Морис Равель и Шарль-Мари Видор. Первое исполнение композиции состоялось в зале Плейель 11 марта 1911 года (пианист — Эннемон Трийа).

## Описание

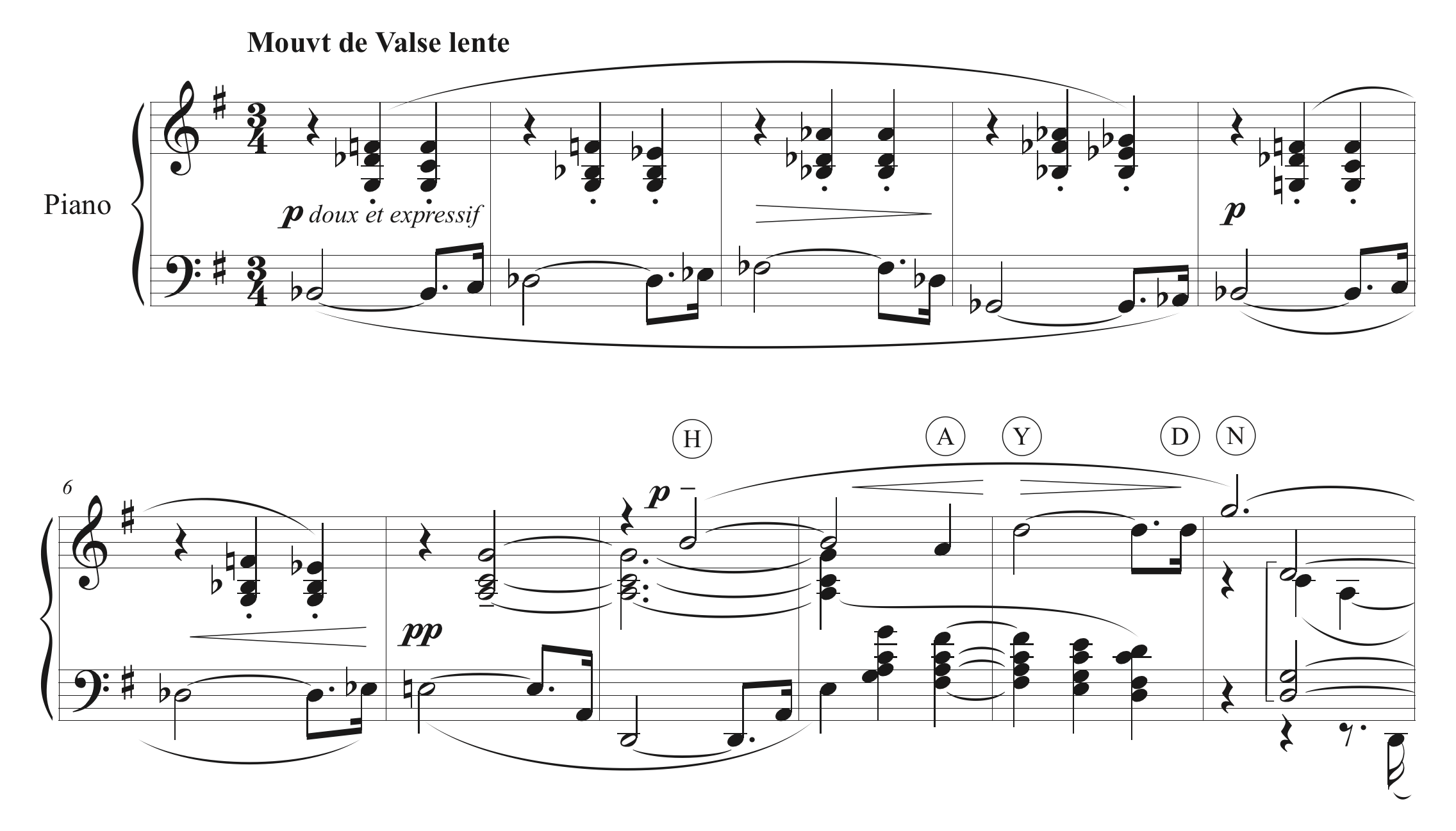
Дебюсси, «Посвящение Гайдну» (первые такты)

Произведение было написано по инициативе Жюля Экоршвиля, директора Международного музыкального общества. Композиция представляет собой сюиту из шести пьес для фортепиано:
- Клод Дебюсси — «Посвящение Гайдну»
- Поль Дюка — «Элегическая прелюдия на имя H-A-Y-D-N»
- Рейнальдо Ан — «Тема с вариациями на имя H-A-Y-D-N»
- Венсан д'Энди — «Менуэт на имя H-A-Y-D-N» (соч. 65)
- Морис Равель — «Менуэт на имя H-A-Y-D-N»
- Шарль-Мари Видор — «Фуга на имя H-A-Y-D-N»

## Анализ
В предисловии к сборнику даётся указание: «Это сочинение, основанное на одной теме, которая является монограммой фамилии Гайдна, аналогичной известному мотиву B-A-C-H. Ноты B, A, D (HAD), дополняются нотами D и G (YN), полученными при помощи французского метода создания монограмм».
По аналогии с «Посвящением Йозефу Гайдну» были созданы «Посвящение Габриэлю Форе» (по инициативе Анри Прюньера в октябре 1922 года) и «Посвящение Альберу Русселю» (в 1929 году). В 1982 году, по инициативе BBC, шесть британских композиторов создали новую сюиту в честь Гайдна (произведение было посвящено 250-летию со дня его рождения).

## Записи
- Посвящение Гайдну, Посвящение Русселю, Посвящение Форе, Маргарет Фингерхут (фортепиано), Chandos Records CHAN 8578, 1988.
- Посвящение Гайдну, Манфред Вагнер-Арцт (фортепиано), Gramola 98831, 2008.